# 周期表

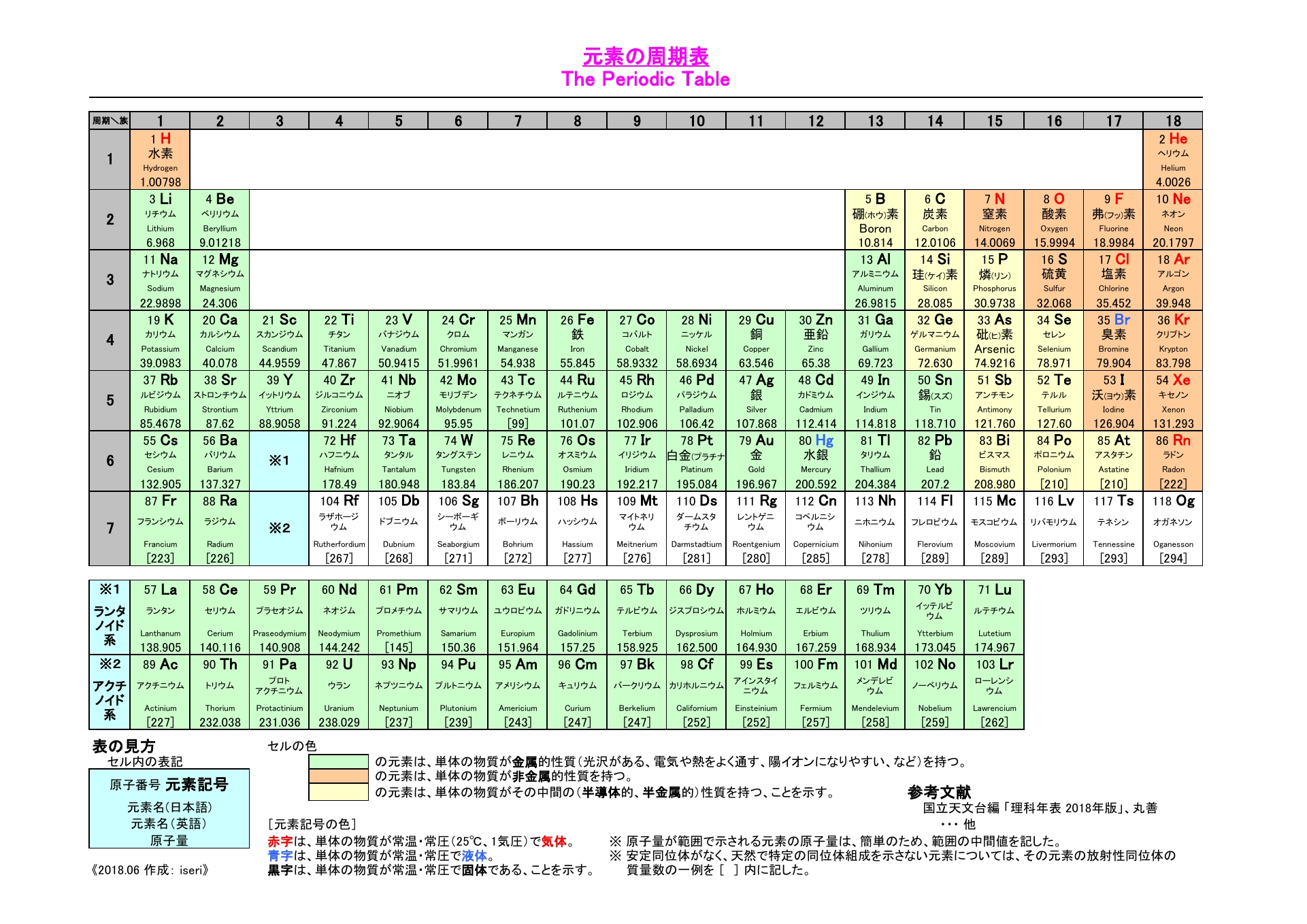
周期表（2018年6月時点の版）

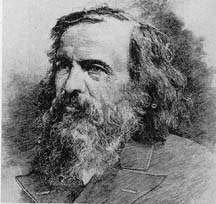
ドミトリ・メンデレーエフ

周期表（しゅうきひょう、英: periodic table）は、物質を構成する基本単位である元素を、周期律を利用して並べた表である。元素を原子番号の順に並べたとき、物理的または化学的性質が周期的に変化する性質を周期律といい、周期表では性質の類似した元素が縦に並ぶように配列されている。「周期律表」や「元素周期表」などとも呼ばれる。

## 解説
周期表は原則、左上から原子番号の順に並ぶよう作成されている。周期表上で元素はその原子の電子配置に従って並べられ、似た性質の元素が規則的に出現する。
同様の主旨を元に作成された先駆的な表も存在するが、一般に周期表は1869年にロシアの化学者ドミトリ・メンデレーエフによって提案された、原子量順に並べた元素がある周回で傾向が近似した性質を示す周期的な特徴を例証した表に始まると見なされている。この表の形式は、新元素の発見や理論構築など元素に対する知見が積み重なるとともに改良され、現在では各元素のふるまいを説明する表となっている。
周期表は、錬金術師、化学者、物理学者、その他の科学者など、無数の人たちによる知の集大成である。元素の性質を簡潔かつ完成度が高く示した周期表は「化学のバイブル」とも呼ばれる。現在、周期表は化学のあらゆる分野で、反応の分類や体系化および比較を行うための枠組みを与えるものとして汎用的に用いられている。そして、化学だけでなく物理学、生物学、化学工学を中心に工学全体に、多くの法則を示す表として用いられる。

## 周期表
| 1 | 1 H 水素                     | 2                          |                     |                              |                              |                              |                              |                              |                              |                              |                              |                              | 13                           | 14                           | 15                           | 16                           | 17                           | 2 He ヘリウム                  |                            |                            |                            |    |
| 2 | 3 Li リチウム                | 4 Be ベリリウム            |                     |                              |                              |                              |                              |                              |                              |                              |                              |                              | 5 B ホウ素                   | 6 C 炭素                     | 7 N 窒素                     | 8 O 酸素                     | 9 F フッ素                   | 10 Ne ネオン                   |                            |                            |                            |    |
| 3 | 11 Na ナトリウム             | 12 Mg マグネシウム         | 3                   | 4                            | 5                            | 6                            | 7                            | 8                            | 9                            | 10                           | 11                           | 12                           | 13 Al アルミニウム           | 14 Si ケイ素                 | 15 P リン                    | 16 S 硫黄                    | 17 Cl 塩素                   | 18 Ar アルゴン                 |                            |                            |                            |    |
| 4 | 19 K カリウム                | 20 Ca カルシウム           | 21 Sc スカンジウム  | 22 Ti チタン                 | 23 V バナジウム              | 24 Cr クロム                 | 25 Mn マンガン               | 26 Fe 鉄                     | 27 Co コバルト               | 28 Ni ニッケル               | 29 Cu 銅                     | 30 Zn 亜鉛                   | 31 Ga ガリウム               | 32 Ge ゲルマニウム           | 33 As ヒ素                   | 34 Se セレン                 | 35 Br 臭素                   | 36 Kr クリプトン               |                            |                            |                            |    |
| 5 | 37 Rb ルビジウム             | 38 Sr ストロンチウム       | 39 Y イットリウム   | 40 Zr ジルコニウム           | 41 Nb ニオブ                 | 42 Mo モリブデン             | 43 Tc テクネチウム           | 44 Ru ルテニウム             | 45 Rh ロジウム               | 46 Pd パラジウム             | 47 Ag 銀                     | 48 Cd カドミウム             | 49 In インジウム             | 50 Sn スズ                   | 51 Sb アンチモン             | 52 Te テルル                 | 53 I ヨウ素                  | 54 Xe キセノン                 |                            |                            |                            |    |
| 6 | 55 Cs セシウム               | 56 Ba バリウム             | *1                  | 72 Hf ハフニウム             | 73 Ta タンタル               | 74 W タングステン            | 75 Re レニウム               | 76 Os オスミウム             | 77 Ir イリジウム             | 78 Pt 白金                   | 79 Au 金                     | 80 Hg 水銀                   | 81 Tl タリウム               | 82 Pb 鉛                     | 83 Bi ビスマス               | 84 Po ポロニウム             | 85 At アスタチン             | 86 Rn ラドン                   |                            |                            |                            |    |
| 7 | 87 Fr フランシウム           | 88 Ra ラジウム             | *2                  | 104 Rf ラザホージウム        | 105 Db ドブニウム            | 106 Sg シーボーギウム        | 107 Bh ボーリウム            | 108 Hs ハッシウム            | 109 Mt マイトネリウム        | 110 Ds ダームスタチウム      | 111 Rg レントゲニウム        | 112 Cn コペルニシウム        | 113 Nh ニホニウム            | 114 Fl フレロビウム          | 115 Mc モスコビウム          | 116 Lv リバモニウム          | 117 Ts テネシン              | 118 Og オガネソン              |                            |                            |                            |    |
| 8 | 119 Uue ウンウンエンニウム   | 120 Ubn ウンビニリウム     | *3                  | 154 Upq ウンペントクアジウム | 155 Upp ウンペントペンチウム | 156 Uph ウンペントヘキシウム | 157 Ups ウンペントセプチウム | 158 Upo ウンペントオクチウム | 159 Upe ウンペントエンニウム | 160 Uhn ウンヘキスニリウム   | 161 Uhu ウンヘキスウニウム   | 162 Uhb ウンヘキスビウム     | 163 Uht ウンヘキストリウム   | 164 Uhq ウンヘキスクアジウム | 165 Uhp ウンヘキスペンチウム | 166 Uhh ウンヘキスヘキシウム | 167 Uhs ウンヘキスセプチウム | 168 Uho ウンヘキスオクチニウム |                            |                            |                            |    |
| 9 | 169 Uhe ウンヘキスエンニウム | 170 Usn ウンセプトニリウム | *5                  |                              |                              |                              |                              |                              |                              |                              |                              |                              |                              |                              |                              |                              |                              |                                |                            |                            |                            |    |
| |                              |                            |                     |                              |                              |                              |                              |                              |                              |                              |                              |                              |                              |                              |                              |                              |                              |                                |                            |                            |                            |    |
| 6 | *1 ランタノイド：            | *1 ランタノイド：          | *1 ランタノイド：   | 57 La ランタン               | 58 Ce セリウム               | 59 Pr プラセオジム           | 60 Nd ネオジム               | 61 Pm プロメチウム           | 62 Sm サマリウム             | 63 Eu ユウロピウム           | 64 Gd ガドリニウム           | 65 Tb テルビウム             | 66 Dy ジスプロシウム         | 67 Ho ホルミウム             | 68 Er エルビウム             | 69 Tm ツリウム               | 70 Yb イッテルビウム         | 71 Lu ルテチウム               |                            |                            |                            |    |
| 7 | *2 アクチノイド：            | *2 アクチノイド：          | *2 アクチノイド：   | 89 Ac アクチニウム           | 90 Th トリウム               | 91 Pa プロトアクチニウム     | 92 U ウラン(ウラニウム)      | 93 Np ネプツニウム           | 94 Pu プルトニウム           | 95 Am アメリシウム           | 96 Cm キュリウム             | 97 Bk バークリウム           | 98 Cf カリホルニウム         | 99 Es アインスタイニウム     | 100 Fm フェルミウム          | 101 Md メンデレビウム        | 102 No ノーベリウム          | 103 Lr ローレンシウム          |                            |                            |                            |    |
| 8 | *4 超アクチノイド：          | *4 超アクチノイド：        | *4 超アクチノイド： | 139 Ute ウントリエンニウム   | 140 Uqn ウンクアドニリウム   | 141 Uqu ウンクアドウニウム   | 142 Uqb ウンクアドビウム     | 143 Uqt ウンクアドトリウム   | 144 Uqq ウンクアドクアジウム | 145 Uqp ウンクアドペンチウム | 146 Uqh ウンクアドヘキチウム | 147 Uqs ウンクアドセプチウム | 148 Uqo ウンクアドオクチウム | 149 Uqe ウンクアドエンニウム | 150 Upn ウンペントニリウム   | 151 Upu ウンペントウニウム   | 152 Upbウンペントビウム      | 153 Upt ウンペントトリウム     |                            |                            |                            |    |
| |                              |                            |                     |                              |                              |                              |                              |                              |                              |                              |                              |                              |                              |                              |                              |                              |                              |                                |                            |                            |                            |    |
| 8 | *3 超アクチノイド：          | *3 超アクチノイド：        | *3 超アクチノイド： | 121 Ubu ウンビウニウム       | 122 Ubb ウンビビウム         | 123 Ubt ウンビトリウム       | 124 Ubq ウンビクアジウム     | 125 Ubp ウンビペンチウム     | 126 Ubh ウンビヘキシウム     | 127 Ubs ウンビセプチウム     | 128 Ubo ウンビオクチウム     | 129 Ube ウンビエンニウム     | 130 Utn ウントリニリウム     | 131 Utu ウントリウニウム     | 132 Utb ウントリビウム       | 133 Utt ウントリトリウム     | 134 Utq ウントリクアジウム   | 135 Utp ウントリペンチウム     | 136 Uth ウントリヘキシウム | 137 Uts ウントリセプチウム | 138 Uto ウントリオクチウム | *4 |
| 9 | *5 超アクチノイド：          | *5 超アクチノイド：        | *5 超アクチノイド： | 171 Usu ウンセプトウニウム   | 172 Usb ウンセプトビウム     | 173 Ust ウンセプトトリウム   | [ t 1 ]                      |                              |                              |                              |                              |                              |                              |                              |                              |                              |                              |                                |                            |                            |                            |    |
| \| 1 \| 25°Cで固体 \| \| 金属元素 \| \| アルカリ金属 \| \| 1 \| 25°Cで液体 \| \| 半金属元素 \| \| アルカリ土類金属 \| \| 1 \| 25°Cで気体 \| \| 非金属元素 \| \| ハロゲン \| \| 1 \| 不明 \| \| 不明 \| \| 希ガス \| \| 1 \| 50°Cで液体 \| \| 2025年時点で未発見 \| \| 遷移金属 \| \| \| \| \| 卑金属元素 \| \| ランタノイド \| \| \| \| \| \| \| アクチノイド \| |                              |                            |                     |                              |                              |                              |                              |                              |                              |                              |                              |                              |                              |                              |                              |                              |                              |                                |                            |                            |                            |    |
| 1 | 25°Cで固体                   |                            | 金属元素            |                              | アルカリ金属                 |                              |                              |                              |                              |                              |                              |                              |                              |                              |                              |                              |                              |                                |                            |                            |                            |    |
| 1 | 25°Cで液体                   |                            | 半金属元素          |                              | アルカリ土類金属             |                              |                              |                              |                              |                              |                              |                              |                              |                              |                              |                              |                              |                                |                            |                            |                            |    |
| 1 | 25°Cで気体                   |                            | 非金属元素          |                              | ハロゲン                     |                              |                              |                              |                              |                              |                              |                              |                              |                              |                              |                              |                              |                                |                            |                            |                            |    |
| 1 | 不明                         |                            | 不明                |                              | 希ガス                       |                              |                              |                              |                              |                              |                              |                              |                              |                              |                              |                              |                              |                                |                            |                            |                            |    |
| 1 | 50°Cで液体                   |                            | 2025年時点で未発見  |                              | 遷移金属                     |                              |                              |                              |                              |                              |                              |                              |                              |                              |                              |                              |                              |                                |                            |                            |                            |    |
| |                              |                            | 卑金属元素          |                              | ランタノイド                 |                              |                              |                              |                              |                              |                              |                              |                              |                              |                              |                              |                              |                                |                            |                            |                            |    |
| |                              |                            |                     |                              | アクチノイド                 |                              |                              |                              |                              |                              |                              |                              |                              |                              |                              |                              |                              |                                |                            |                            |                            |    |

脚注
1. ↑  陽子数173では1s軌道の電子の束縛エネルギーが電子-陽電子の対生成に必要なエネルギーに等しくなり、内部で自然発生する可能性がある。その場合、陽子数174以上では現在知られているような電子殻は構成されず、ここに示した電子配置は実在し得ないことになる。

現時点で命名されているもっとも原子番号が大きい元素、オガネソンの電子配置

周期表の配列は、原子の中心に位置する原子核が保持する陽子の個数に基づいて付けられる原子番号順に並べられる。陽子が1個である水素から始まり、1マス進むごとに陽子が1つ多い元素記号を示しながら並べる。周期律に沿って改行され、2段目・3段目…と順次追加されてゆく。そのため、左から右へ、また上から下へ行くにつれて原子番号が大きな元素が並ぶ。
しかし周期表は長方形ではなく、中央に谷間があるおおまかな凹型をしている。これは周期律が示す元素の近似的な性質が必ずしも同じ原子番号の整数倍で現れない現象を反映しているためである。周期表において右端にある原子番号2のヘリウムと近い性質を持つ元素の仲間（族という）では、次に現れる元素は原子番号10のネオンであり、その次はアルゴン（元素番号18）となる。ここまでは原子番号数の差分はいずれも8だが、続く仲間はクリプトン（同36）、キセノン（同54）と、増分は18に増える。上に示された一般的なレイアウトの周期表では、この18で一巡し貴ガスで改行する法則を採り、縦方向でまとまる元素の族を1 – 18族という名称で設定する。このためヘリウムやネオンがある行では途中に空白が生じ、結果として周期表は凹型となる。
ところが貴ガスにおいてキセノンの下に続く元素はラドン（同86）であり、差分は32に増える。これを1元素1マスを使い表示した拡張周期表という形式もあるが、一般的なレイアウトでは原子番号57–71までをランタノイド、89–103までをアクチノイドとして纏めて切り離し、欄外に表示する。結果この周期表は縦18列、横7段、欄外2行の枠組みで構成される。この形式はスイスのアルフレート・ヴェルナーが1905年に提唱したもので、現在でも国際的な標準となっている。
周期表には118個の元素が表示されており、これらすべてに正式な元素名がつけられている。ただし、原子番号82の鉛までが安定な元素である(原子番号83のビスマスの同位体は全て放射性と判明)。

## 元素の特徴をつくりだす電子
|    |              | 電子殻（亜殻） |          |          |    |   |
| K  | L            | M （3s+3p）    | M （3d） | N （4S） |    |   |
| K  | カリウム     | 2              | 8        | 8        | 0  | 1 |
| Ca | カルシウム   | 2              | 8        | 8        | 0  | 2 |
| Sc | スカンジウム | 2              | 8        | 8        | 1  | 2 |
| Ti | チタン       | 2              | 8        | 8        | 2  | 2 |
| V  | バナジウム   | 2              | 8        | 8        | 3  | 2 |
| Cr | クロム       | 2              | 8        | 8        | 5  | 1 |
| Mn | マンガン     | 2              | 8        | 8        | 5  | 2 |
| Fe | 鉄           | 2              | 8        | 8        | 6  | 2 |
| Co | コバルト     | 2              | 8        | 8        | 7  | 2 |
| Ni | ニッケル     | 2              | 8        | 8        | 8  | 2 |
| Cu | 銅           | 2              | 8        | 8        | 10 | 1 |
| Zn | 亜鉛         | 2              | 8        | 8        | 10 | 2 |

原子には陽子数（原子番号）と同じ数の電子があり、それが原子核のまわりに電子殻と呼ばれる層を形成して存在すること。この殻は複数あり、電子は基本的に内側から順番に埋まってゆくこと。そして、最も外側にある電子（価電子）は化学反応などの変化においてやりとりがしやすく、その個数が元素の性質を決める要因だということが分かった。
ところが、単純に電子殻を内側から埋めてゆく法則は、アルゴン（原子番号18）までにしか当てはまらない。現在のところ電子殻が複数定められており、内側からK・L・M・N・O・P・Qと名称が続いてつけられている。それぞれには収まる電子の最大数が決まっており、K殻=2個、L=8、M=18、N=32、O=50である。さらにこれは、構造原理に基づくエネルギー準位によって電子が順に埋まる電子軌道（電子殻）に分けられる。K殻は2個の電子が入る1s軌道、L殻は2個の電子が入る2s軌道と6個の電子が入る2p軌道、以下、M殻（3s軌道=2個、3p軌道=6個、3d軌道=10個）、N殻（4s=2、4p=6、4d=10、4f=14）、O殻（5s=2、5p=6、5d=10、5f=14、…）、P殻（6s=2、6p=6、…）、Q殻（7s=2、…）となっている。このうち第4周期において、4s軌道は3d軌道よりも先に電子が満たされる傾向がある。そのためカリウム（同19）からニッケル（同28）まではM殻に空席がある状態でN殻の4s軌道に電子が配置され、これが最外殻として元素の性質を形作る。そして、周期表のへこんだ中央部にあるこの元素群は表の横方向で近似した傾向を備え、これらに該当する3–12族は遷移元素と呼ばれ、このような特性は第4周期以降の長周期と呼ばれる部分で現れる。未だ電子の存在が解明されていなかった時代、メンデレーエフはこの元素の一群をどう解釈すべきかで非常に頭を痛めたという。このような現象が起こる理由について、現在ではM殻内の電子同士が負電荷で反発するために起こると説明されている。

## 分類

### 族
族（groupまたはfamily）は、周期表における縦方向の集合である。この族は元素を分類する上で最も重要な方法と考えられている。いくつかの族に当る各元素の特性は非常に似かよっており、原子量が多くなる方向で明らかな傾向が見られる。この族には名称がつけられているが、それらはアルカリ金属（alkali metals）、アルカリ土類金属（alkaline earth metals）、ニクトゲン（pnictogens）、カルコゲン（chalcogens）、ハロゲン（halogens）、貴ガス（noble gases）と、統一性があまり無い。第14族元素など周期表におけるその他の族は垂直方向での近似性があまり見られず、基本的に族の数字で表されることが多い。
現代の量子力学理論が要請する原子の構造は、族が持つ傾向で説明され、それは特性ごとに分ける上で最も重要な要素に影響を与える原子価殻において電子配置が同一である原子は同じ族に含まれる。同じ族の元素グループには原子半径・イオン化エネルギー・電気陰性度の傾向にも近似性が見られる。上から下に行くにつれ全体のエネルギー値が高くなるため、原子価電子は原子核から遠くなってゆき、元素の原子半径は大きくなる。原子全体が電子を捕まえる力は強くなるため、下に行くほどイオン化エネルギーは小さくなり、同様に原子核と原子価電子の距離が長くなるにつれ電気陰性度も低くなる。

### 周期

原子番号（横軸）とイオン化エネルギー（縦軸）のグラフ。それぞれの周期においてアルカリ金属で最も低く、貴ガスで最も高くなる

周期（period）は、周期表のおける横方向の集合である。基本的に各元素の特性に族で示される程の似かよった所は無いが、例外的な箇所もある。これは、遷移元素と、特にランタノイドやアクチノイドにおいて、水平方向で近似性を持つ特徴が相当する。この周期は、最外電子殻が内側から何番目であるかを表している。
同じ周期にある元素は原子半径、イオン化エネルギー、電子親和力、電気陰性度のパターンで似た傾向を示す。左から右に行くにつれ、一般に原子半径は小さくなる。これは、元素に含まれる陽子の数は段々と増えるため、それに応じて電子が原子核にひきつけられるためである。これに伴ってイオン化エネルギーは大きくなり、貴ガスで最大となる。原子半径が小さくなると全体を捉える力が強まり、電子を引き剥がすために必要なエネルギーが大きくなる。電気陰性度も同じく核による電子の牽引力が増すため大きくなる。電子親和力の周期内による変化傾向はわずかである。周期表左側にある金属元素は一般に、貴ガスを除いて右側の非金属元素よりも電子親和力は低い。

### ブロック

この図は、周期表における元素のブロックを示す

最外殻電子が元素の特徴に大きな影響を与える点を考慮して周期表を領域で分ける分類もあり、これはブロック（periodic table blockまたは単にblock）と呼ばれ、「最後の電子」が存在する亜殻の位置に応じて名称がつけられる。sブロック元素はアルカリ金属とアルカリ土類金属のふたつの族に水素とヘリウムが加わるブロックである。pブロック元素は残り6つの族（13–18族元素）が該当し、半金属はここに含まれる。dブロック元素は3-12族元素に当る遷移金属を包括する。通常、周期表の欄外に置かれるランタノイドとアクチノイドはfブロック元素となる。

### その他
元素は他の集合でも分類され、周期表の縦横またはブロックでも示しにくい場合がある。金属・半金属元素と非金属元素の区分は暗示的にしか表現されない階段状の斜め線で区別されている。その線の右側が非金属元素、左側が金属元素であり、間に半金属が挟まれている。金属が持つ典型的特徴である電子を放出しやすい性質は、周期表の左下で強くなる。
また、単体が常温常圧下で取る物質の状態（固体・液体・気体）もブロックでは表しにくい。全体の傾向は水素と右上のヘリウム付近（窒素から右、塩素から右および貴ガス）が気体であり、例外的に液体の相となる臭素と水銀とフランシウムを除いた元素は固体である。このような分類は、マスや文字色などそれぞれの周期表で工夫をこらした表現で示される場合もある。

## 歴史

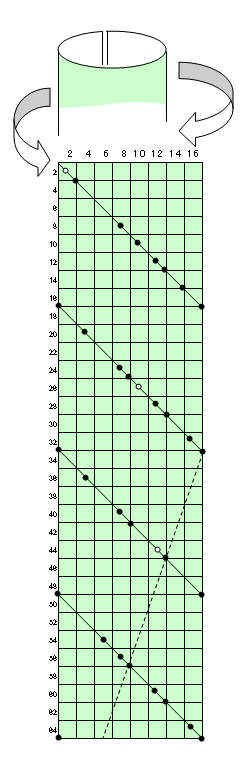
ベギエ・ド・シャンクルトワの「地のらせん」概略図

### 先駆的な周期律の考察
18世紀後半から19世紀前半にかけて化学の発展に伴い元素が数多く発見され、1789年にアントワーヌ・ラヴォアジエが作成したリストでは33個の元素が記載された。1830年までにその数は55種まで増え、それとともに化学者の中には漠然とした不安が持ち上がっていた。元素は一体何種類あるのか、そしてこの増えるばかりの元素には何かしらの法則性が隠されていないのだろうかという疑念である。1829年、ドイツのヨハン・デーベライナーは1826年に発見された臭素の色や反応における性質、そして原子量が塩素およびヨウ素の中間にあることに気づいた。彼は他にも同様の組み合わせが無いか研究したところ、カルシウム-ストロンチウム-バリウムと硫黄-セレン-テルルにも同じような性質の近似性があることを見つけた。デーベライナーはこの組み合わせを三つ組元素と名付けた。しかし、当時知られた元素のうちこれに当てはまるものは1⁄6に過ぎず、多くの化学者は単なる偶然と片付けた。当時、原子量と分子量、そして化学当量は明確に区別されておらず、混同も多かった。
1862年にフランスの鉱物学者ベギエ・ド・シャンクルトワが「地のらせん」という説を発表し、円筒状の紙に元素を螺旋型に並べると垂直方向に性質が近似した元素が並ぶと唱えた。しかし彼は数学における錬金術的な「数秘学」という方法でこれを説明し、的確な図を添付しなかったために他の科学者には理解されなかった。1864年、イギリスのジョン・ニューランズが当時知られていた元素を並べると、最初（水素）と8番目（フッ素）の性質が似ており、以下2番目（リチウム）と9番目（ナトリウム）も同じ傾向があり、これは7番目（酸素）と14番目（硫黄）まで同様に見られることを、音楽の音階になぞらえて「オクターブの法則」と名付けて発表した。ただしこれはさらに大きな元素には当てはまらなかったために賛同を得られずかえって「では元素記号のアルファベット順に並べたらどうなる」と嘲笑の的になった。1864年、ドイツのロータル・マイヤーは既知49種類の元素を原子容（原子体積）に着目し16列にわけた周期表を考案した。これは価電子数が同じ元素が近似した性質を持つことを表していた。

### メンデレーエフの周期表

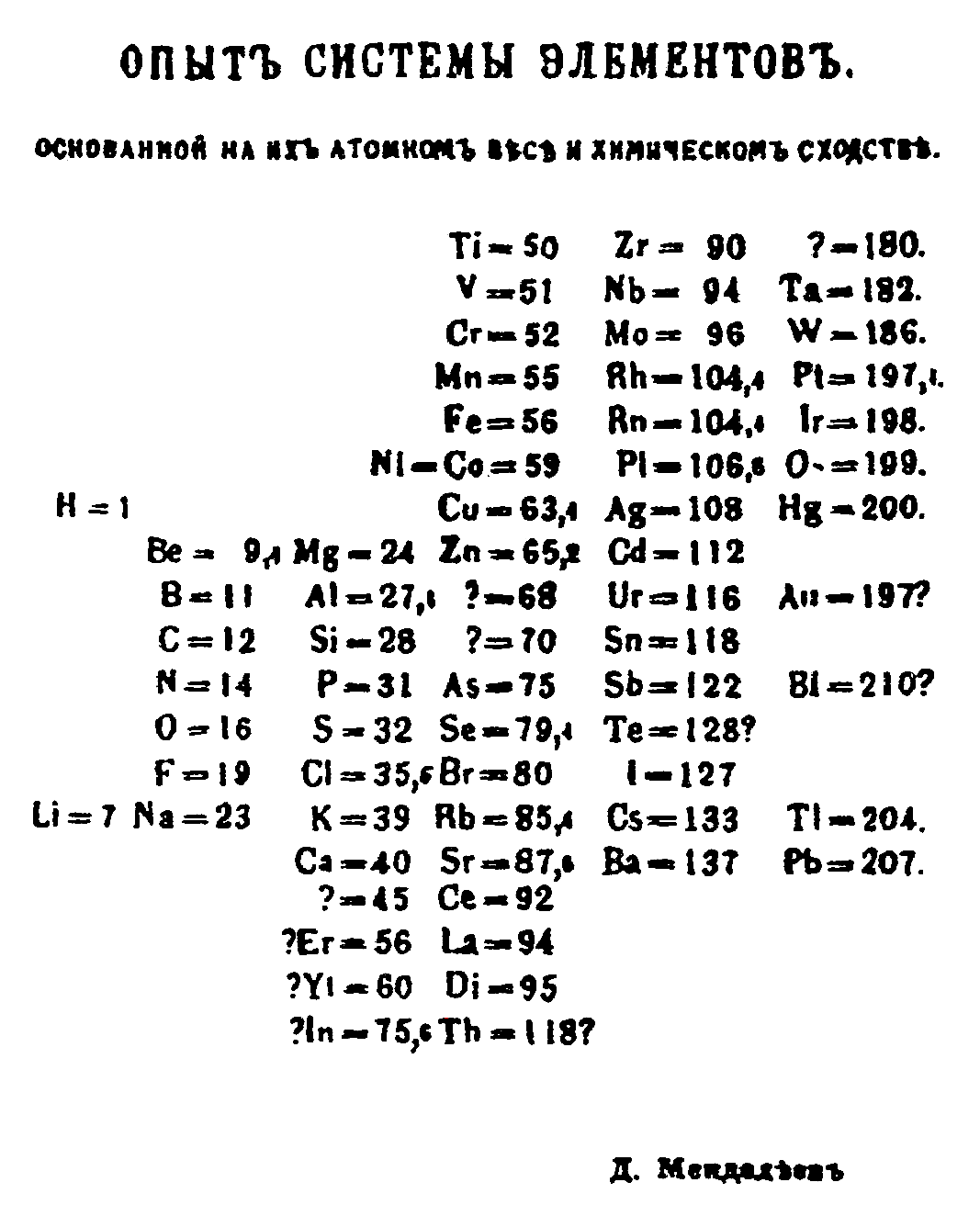
メンデレーエフが1869年に、最初に作成した周期表

ドイツのアウグスト・ケクレは、原子量や分子量などの概念がまだしっかりとしていないことを問題視して、1860年にカールスルーエで「元素の質量測定」をテーマとした史上初の国際化学者会議を開催した。この会議に出席したロシアの教師であり化学者であったドミトリ・メンデレーエフはそこでイタリアのスタニズラオ・カニッツァーロが唱えた原子量を重視すべきであるという主張に影響を受けた。
メンデレーエフはロシアに帰国した後にサンクトペテルブルク大学の教授となり、1869年に化学の教科書を執筆していた際に、発見済みの数が63個にまで増えていた元素を説明する方法に悩んでいた。彼は自分の好きなカードゲームから発案して、元素名を書き込んだカードを原子量順に並べ替えることを何度も繰り返すうちにひとつの表を作り上げた。それは原子価を重視し、かつ適切に当てはめられる元素が表中に無い場所には、サンスクリットで「1」の意味の「エカ」を用いた「エカホウ素」「エカアルミニウム」「エカケイ素」など、仮の名をつけて元素を割り当てずに空けておくという工夫を施したものだった。この表は1870年にドイツの科学雑誌に発表された。

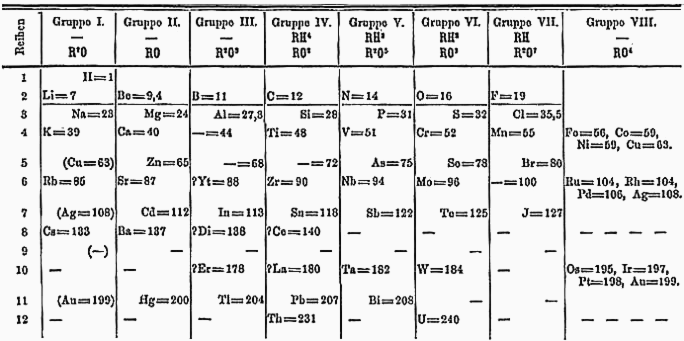
メンデレーエフの第二周期表。1871年。表の上部には水素化物と酸化物があるように、彼は化合物を重視してこの表を作成した

当初はこの彼の表の価値を認める学者はほとんどいなかった。しかし、マイヤーはこれに注目し、原子容の考え方を加えた論文を発表した。彼は原子量順の原子容を調べたところ、リチウム・ナトリウム・カリウムと並ぶアルカリ金属族に該当する元素は原子容が前後と飛びぬけて高いことを示した。メンデレーエフはマイヤーの論文も参照し、改良を加えた周期表（第二周期表）を作成した。これにはローマ数字IからVIIIで縦の分類が施され、うちI–VIIが基本的に1–2族および13–17族に対応し、VIIIには遷移元素群を入れ、また貴ガスは反映されていなかった。それぞれには2種類の亜族を設け、表の左右に振り分けて区分した。

### 認められた周期表

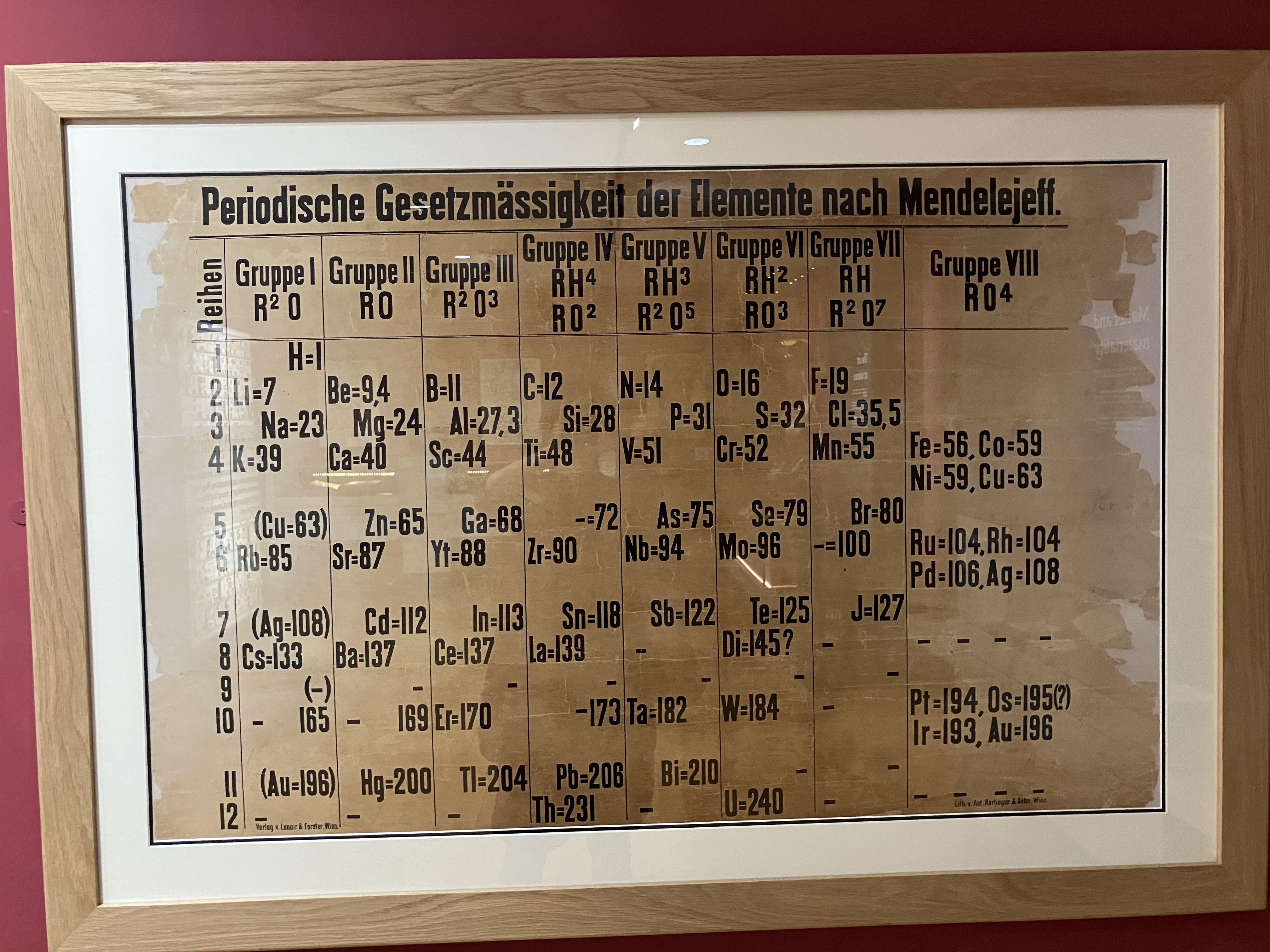
1879年から1886年の間に作られたと思われる、現存する世界最古の教育用周期表（セント・アンドルーズ大学ワードロー博物館蔵）。

メンデレーエフの周期表はすぐに認められたわけではなかった。しかし1875年にフランスのポール・ボアボードランが新元素ガリウムを発見し、これが周期表中の「エカアルミニウム」と一致した性質を持つことが判明すると周期表が注目を浴びるようになった。その後も1879年に発見されたスカンジウム（「エカホウ素」）、1886年に発見されたゲルマニウム（「エカケイ素」）がメンデレーエフの表の空白の位置を埋めるものだということが判明し、彼の周期表による予想の正しさが証明された。これに伴って「オクターブの法則」のジョン・ニューランズも再評価され、1887年にイギリス化学学会から賞を授与された。
しかし周期表による予言では収められないケースもあった。1794年にスウェーデンの小村イッテルビーで発見された鉱物群からは多くの新元素が見つかっていたが、1907年までにその数は14にもなった。これらはいずれもよく似た性質を持っており希土類元素と呼ばれたが、メンデレーエフの周期表に当てはめようとしても、いずれの族にも納まらないものであった。この問題は常に意識されていたが、1920年以降にこれらの元素はランタノイドという概念の下にまとめられて決着を見た。

### 貴ガスを反映
メンデレーエフは化合物のでき方、すなわち原子価を重視して周期表を作成した。ここに、1894年にジョン・ウィリアム・ストラット（レイリー卿）とウィリアム・ラムゼーが発見した新元素アルゴンが立ちはだかった。「怠け者」を意味する化合物を作らないアルゴンをどのように周期表の中に組み込むべきかが悩まれた。しかし1898年までに同様な性質を持つヘリウム・ネオン・クリプトン・キセノンが相次いで発見され、これらも周期表の族の一種だと考えられるようになった。
これら元素は貴ガスと呼ばれたが、原子価を示すとゼロとなる。原子量で考えるとアルゴンはカリウムとカルシウムの間に入るべきだが、原子価で見るとイオウ−塩素−カリウム−カルシウムが2−1−1−2となる点を重視して塩素とカリウムの間に入れると2−1−0−1−2となったため、貴ガスは周期表の右端に置かれるようになった。

### 原子モデル構築
周期表で示される元素の性質を作り出す構造は、1913年にニールス・ボーアが提唱したボーアの原子模型で理論説明が成された。彼の理論によって、元素は電子配置によって性質が左右し、その軌道が周期表の周期と対応していることが説明された。

## 色々な周期表

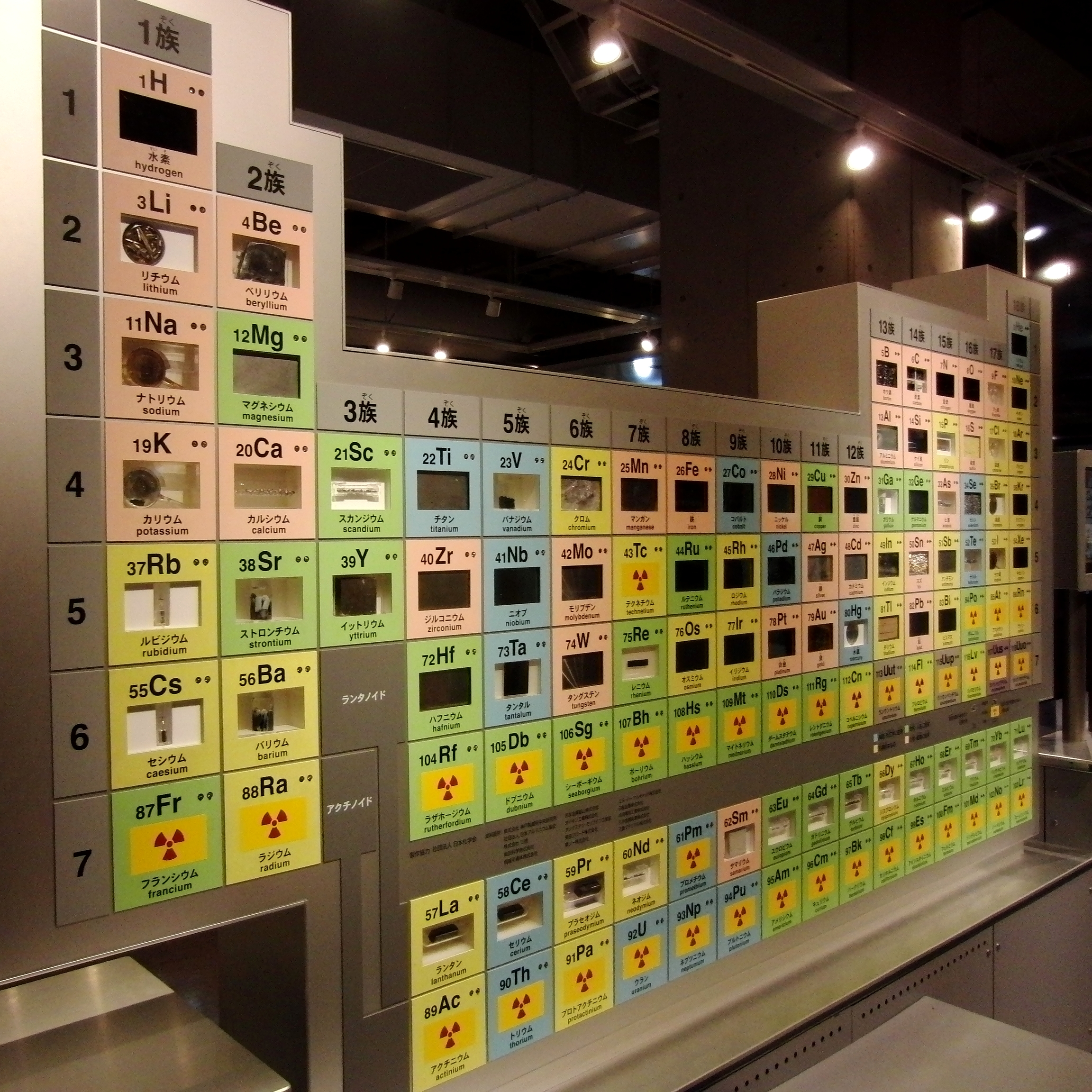
実物周期表（国立科学博物館の展示）

### 周期表に表示される情報
周期表の各マスには、最低限元素記号と原子番号が記される。大きな周期表においては、これに加えさまざまな情報が追記されたものもある。日本ならば日本語の名称というように作成地域の言語における元素名、原子量や価電子数、さらに拡張的なものでは電子配置や利用例なども加えられることがある。
原子量について、元素の多くは同位体を持つ。これらの原子量は一定ではないため、表記する際には慣例的に半減期が最も長い同位体を括弧つきで示す。なお、原子量には絶対質量と相対質量があり、後者は質量数12の炭素（12C）を基準「12」と置いて設定される。これには物理学会と化学学会の間で紆余曲折があり、1820年頃は酸素を基準16として設定していたが、1890年代になって天然の酸素は実は3つの同位体の混合物であることが判明した。そこで物理では厳密に16Oを基準として定めたが、化学では従来通り酸素の3つの天然同位体が混ざった状態を基準としていた。1960年になり、基準の統一についての検討がなされたが、16Oを基準に設定すると化学では原子量や分子量の数字が従来の値から0.027 %も変化してしまうので、天然の同位体の存在割合が比較的少ない12Cを新しい基準に採用することにして基準の変更による数値の変化を0.0043 %に収めた。

### 水素の位置
現在一般的な周期表では、水素は最も左上の場所にある。しかしこれは適切ではないのではという意見が過去IUPACの雑誌にて提唱された。現状では水素は、最外殻に一つの電子を持つ1族の位置にあるが、リチウム以下でこの属はアルカリ金属を指しており、金属ではない水素がここにある矛盾が指摘された。また、電子殻（この場合亜殻の1p軌道）が満たされる状態からひとつ電子が少ないと捉えると、フッ素以下の17族（ハロゲン）の仲間と考えることも可能であり、実際に水素はアルカリ金属的な性質とハロゲン的な性質を併せ持つ。IUPACは水素の位置を左上端に置くとする見解を示しているが、アメリカ化学会などはこれらを考慮し、水素を第1周期の中央部分に置いた周期表を掲載した書籍を発行している。また、周期表によっては、17族のフッ素の上に水素のための別枠を設け、ヘリウムの左隣に併記する方法をとった物も存在する。
また、ヘリウムも最外殻の電子数が2つであることを重視して2族のベリリウムの上に置くべきという主張もある。しかしヘリウムは貴ガスの性質を持つため、右端に置く現状が最適という考えが一般的である。

### 立体周期表
平面的な周期表では1族と18族が大きく断絶しているように見えるが、本来この2つの族は原子番号が隣り合っている通り、連続して示されるべきものである。一般的な周期表は、いわば螺旋状に連なるべきものを無理に平面で表示している。京都大学教授の前野悦輝は円筒の上に示すエレメンタッチを考案し、立体的な周期表を示した。
欄外に置かれたランタノイドとアクチノイドを取り込んだ立体周期表を、化学者ポール・ジゲールが提案した。平面状の周期表を立てた棒に貼り付け、ランタノイドとアクチノイドの部分を直角に差し込んだもので、将来119番目以降の元素が発見された際に設ける必要が生じる欄外も取り込むことができる。
カナダの化学者フェルナンド・デュフォーは、柱に取り付けた複数の透明なプレート上に各原子を配列し、プレートで同一の周期を示しながら、族を上から見下ろした際に元素の表示が重なって見えることで周期律を表す立体周期表を提案した。これは、柱を中心にそれぞれの方向に近似する性質を持つ元素の集団が見通せ、それが規則的に増加する周期それぞれの性質を把握しやすい形となっている。

### 電子軌道による周期表
電子軌道で分類する周期表もある。分類は次の通り。
| 周期 | 族または元素名   | 軌道名 |
| ---- | ---------------- | ------ |
| 1    | 1と18            | 1s     |
| 2    | 1と2             | 2s     |
| 2    | 13-18            | 2p     |
| 3    | 1と2             | 3s     |
| 3    | 13-18            | 3p     |
| 4    | 1と2             | 4s     |
| 4    | 3-12             | 3d     |
| 4    | 13-18            | 4p     |
| 5    | 1と2             | 5s     |
| 5    | 3-12             | 4d     |
| 5    | 13-18            | 5p     |
| 6    | 1と2             | 6s     |
| 6    | ランタノイド元素 | 4f     |
| 6    | 3-12             | 5d     |
| 6    | 13-18            | 6p     |
| 7    | 1と2             | 7s     |
| 7    | アクチノイド元素 | 5f     |
| 7    | 3-12とトリウム   | 6d     |
| 7    | 13-18            | 7p     |

### 様々な周期表
（原子核中の陽子数ではなく残りの電子の数で元素を配置し直した全く新しい「周期表」が提案された。2025年4月16日）

スパイラル周期表（テーオドール・ベンファイ、1960年[37]）
円形
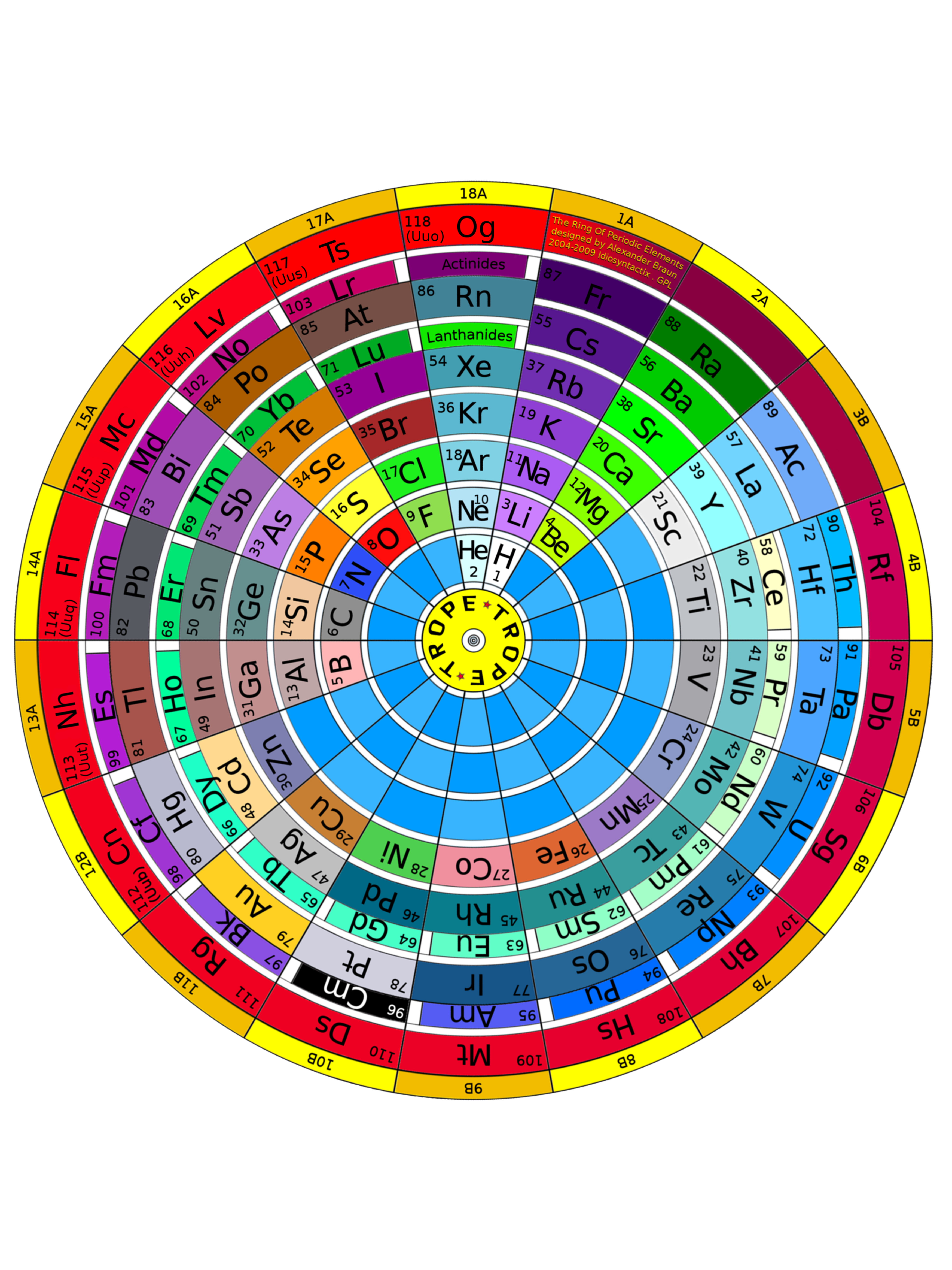
リング型
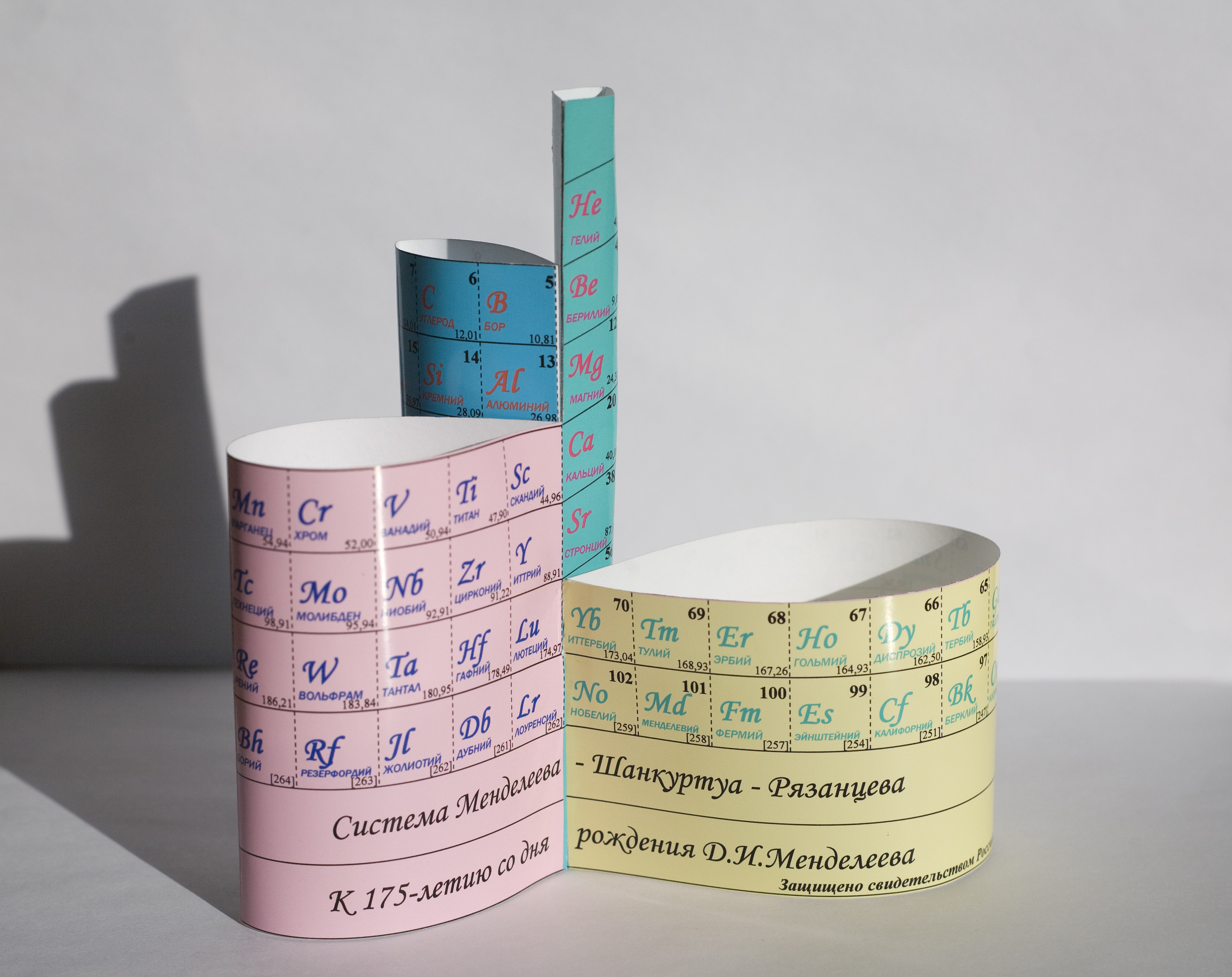
花型
ピラミッド型
ストウ型（Timothy Stoweによる）
"Zmaczynski & Bayley"型
ADOMAH 型、2006年[38]

## 表記について
1960年代後半から1970年代前半まで、理科教育現場では1980年代頃まで周期律表との用語が使われていたが、それ以降は主に「周期表」という表記がされている。周期律表は誤った用法との指摘もあるが、古い用語で教育を受けた者が使い続けている現実があると指摘されている。

## 語呂合わせ
- 原子番号順の語呂合わせ
  - 水兵（H He） リーベ（Li Be） 僕の船（B C N O F Ne） なあに間がある（Na Mg Al） シップス（Si P S） すぐ（・） 来らあ（Cl Ar）
    - （「リーベ」はドイツ語の Liebe（(女性の)恋人）より。「シップス」は英語の ships（船）より）

  - 水兵（H He） リーベ（Li Be） 僕の船（B C N O F Ne） 七曲がり（Na Mg Al） シップス（Si P S）クラークか（Cl Ar K Ca）[42]
  - 水兵（H He） リーベ（Li Be） 僕の船（B C N O F Ne） なぁ曲がる（Na Mg Al） シップス（Si P S）クラーク閣下（Cl Ar K Ca）[42]
  - 水兵（H He）リーベ（Li Be）僕の船（B C N O F Ne）、仲間がある（Na Mg Al）、シップス（Si P S）クラーク（Cl Ar K）、軽いスコッチバクローマン（Ca Sc Ti V Cr Mn）、鉄のコルトに銅鉛かけて（Fe Co Ni Cu Zn Ga Ge）、明日は千秋楽（As Se Br Kr）[43]

### 引用
- DA SCHOOL RAP - バブルガム・ブラザーズの楽曲で語呂合わせが歌詞になっている[44]。
- スイヘイリーベ 〜魔法の呪文〜 - かっきー&アッシュポテトの楽曲で語呂合わせが歌詞になっている[45]。